# Michigamme (Míchigan)
Michigamme es un lugar designado por el censo (en inglés, census-designated place, CDP) situado en el condado de Marquette, Míchigan, Estados Unidos. Según el censo de 2020, tiene una población de 255 habitantes.

## Geografía
La localidad está ubicada en las coordenadas 46°31′50″N 88°01′34″O / 46.53056, -88.02611 (46.53068, -88.026155). Según la Oficina del Censo, tiene una superficie total de 12.05 km², de los cuales 6.16 km² corresponden a tierra firme y 5.89 km² están cubiertos de agua.

## Demografía
Según el censo de 2020, hay 255 personas residiendo en la localidad. La densidad de población es de 41.40 hab./km². El 96.86% de los habitantes son blancos, el 1.18% son amerindios y el 1.96% son de una mezcla de razas. No hay hispanos o latinos viviendo en la zona.